# Râul Manea
Râul Manea este un curs de apă, afluent al râului Crasna. 

## Hărți
- Harta județului Covasna
- Harta Munții Buzăului [nefuncțională – arhivă]